# Daorson
Daorson je archeologická lokalita v Bosně a Hercegovině, zahrnující trosky stejnojmenného starověkého města. Nachází se u vesnice Ošanjići v Hercegovsko-neretvanském kantonu.  
Od 4. století př. n. l. do 1. století př. n. l. se zde nacházelo hlavní město ilyrského kmene Daorsů. Stavební vývoj sídla ukazuje postupnou proměnu od horské pevnosti v helénistické obchodní centrum. Archologická lokalita je tvořena třemi propojenými celky. Centrální akropole nad řekou Neretvou byla chráněna kamennou hradbou z kyklopského zdiva, dlouhou 65 metrů a vysokou místy přes sedm metrů. Byly zde také objeveny pozůstatky soch, amfor na víno i mince, na nichž byl vyobrazen král Ballaios. 
Lokalita byla obydlena již v době bronzové. Bosenský archeolog Đuro Basler soudí, že město založili Řekové jako obchodní kolonii. Většinu obyvatel však tvořili domorodí Ilyrové, kteří přijali kulturu klasického Řecka, o čemž svědčí nález bronzové přilby s nápisem v řečtině a podobami řeckých božstev. V době ilyrských válek se Daorsové stali spojenci Římské republiky. Okolo roku 44 př. n. l. Daorson dobyli a vyplenili Delmati. Město pak již nebylo obnoveno a jeho obyvatelé založili nové sídlo Diluntum.
Daorson je národní kulturní památka Bosny a Hercegoviny a byl spolu s dalšími památkami v okolí Stolce navržen na Světové dědictví. Místo je volně přístupné, což vzbuzuje obavy z devastace způsobené nekontrolovanou turistikou. 